# Tsjystjakove
Tsjystjakove tidligere Torez (russisk og ukrainsk: Чистякове) er en by af regional betydning i Donetsk oblast, Ukraine; kontrolleret af Folkerepublikken Donetsk.
Den 12. maj 2016 omdøbte Ukrainske myndigheder (in absentia) byen til det historiske navn "Tsjystjakove" på grund af Ukrainske afkommuniseringslove.  Under Folkerepublikken Donetsk er bynavnet stadig Torez.
En stor del af byens økonomi er basseret  af minedriftsindustrier og byen er et centrum for den regionale kulindustri, på trods af et fald i antallet af ansatte minearbejdere på det seneste. Byen har en befolkning på omkring 53.725 (2021).
Den 17. juli blev Malaysia Airlines Flight 17, der var på vej til Kuala Lumpur fra Amsterdam, ramt af et missil og styrtede ned nær Torez; alle 298 personer om bord blev dræbt.

## Galleri
- Ortodoks kirke
- Sankt Elias kirke
- Komsomolets Stadion
- Indkøbscenter
- Artem biografen
- Nikolayev- og Gagarin- gaderne
- Shakhtar Supermarked
- Rådhus